# Écuries du comte d'Artois
Cet article concerne les écuries du comte d'Artois de Paris. Pour celles de Versailles, voir Caserne d'Artois.
Les écuries du comte d'Artois étaient un bâtiment construit par l'architecte François-Joseph Bélanger pour le comte d'Artois, frère de Louis XVI. Aujourd'hui démoli, il se situait à l'emplacement actuel des nos 139-141 rue du Faubourg-Saint-Honoré, à l'angle de la rue de Berri, dans le 8e arrondissement de Paris.

## Histoire
À partir de 1640, l'espace compris aujourd'hui entre les rues du Colisée et de Berri, l'avenue des Champs-Élysées et la rue du Faubourg-Saint-Honoré fut occupé par la pépinière royale, qui fournissait les résidences royales en arbres, arbustes et fleurs. Elle fut désaffectée sous la Régence pour faire place à une opération de lotissement projetée par John Law mais qui ne fut pas réalisée. 
Le terrain de la pépinière devient en 1755 la propriété du comte de Saint-Florentin, Secrétaire d'État à la maison du Roi, qui le cède en 1764 à sa maîtresse, la comtesse de Langeac (1725-1778). Celle-ci le vend en 1772 au comte d'Artois, frère cadet de Louis XVI. Un arrêt du Conseil du roi du 30 juin 1778 érige alors le terrain de la pépinière en fief donné à titre d'apanage par le roi à son frère.
Le comte d'Artois entreprend de réaliser sur ces terrains une importante opération de lotissement. Des lettres patentes du 4 avril 1778 approuvent l'ouverture des rues de Ponthieu, d’Angoulême (partie de l'actuelle rue La Boétie), Neuve-de-Berri (actuelle rue de Berri) et Neuve-de-Poitiers (actuelle rue d’Artois). Monsieur envisage d'abord de créer un quartier qui aurait été baptisé la Nouvelle Amérique où les rues auraient porté les noms des héros de la Guerre d'indépendance des États-Unis. Mais après la signature de la paix avec l'Angleterre, le frère du roi s'affiche anglomane et projette, autour d'un théâtre et d'un centre commercial, un lotissement de maisons individuelles dans le genre anglais formant une Ville des Adelphes ou Nouvelle-Londres. Ces projets impliquent une exploitation roturière du fief, qui était possible dans toute son étendue à l'exception d'un arpent de terre, le chef-lieu ou motte féodale : le prince se réserve donc un terrain sur lequel il décide de transférer ses écuries, jusqu'alors modestement installées rue d'Anjou dans l'hôtel de son conseiller Oursin de Montchevrel, à peu près à l'angle de la rue de Surène.
Le comte d'Artois demande à son architecte attitré, Bélanger, de lui faire des propositions. Bélanger élabora quatre projets en 1778. Le prince choisit le moins coûteux, soit une dépense qui s'élevait tout de même à la somme considérable de 400 000 livres. Il donne son « Bon » au printemps 1779 sur un projet comportant « deux corps de bâtiments avec une grande cour fermée d'un côté par une grille et de l'autre par une grand porte d'entrée ». 
En réalité une seule écurie fut construite en 1781, puis l'on bâtit en 1784 des remises dans la cour ainsi qu'un manège. Sur la rue du Faubourg-Saint-Honoré, alors dénommée rue du Faubourg-du-Roule dans cette partie, le sculpteur Nicolas Lhuillier (1736-1793) décore le porche et le vestibule, flanqué de colonnes d'ordre ionique.
Mise sous séquestre durant la Révolution française, la propriété sert de casernement à la troupe avant d'être louée à un industriel en 1796. En 1806, elle est achetée par Napoléon Ier qui l'attribue temporairement à Joachim Murat, occupant du Palais de l'Élysée tout proche de 1805 à 1808. Après l'accession de Murat au trône de Naples, les anciennes écuries d'Artois font retour au domaine de la Couronne dans lequel elles demeurent jusqu'au début du règne de Napoléon III.

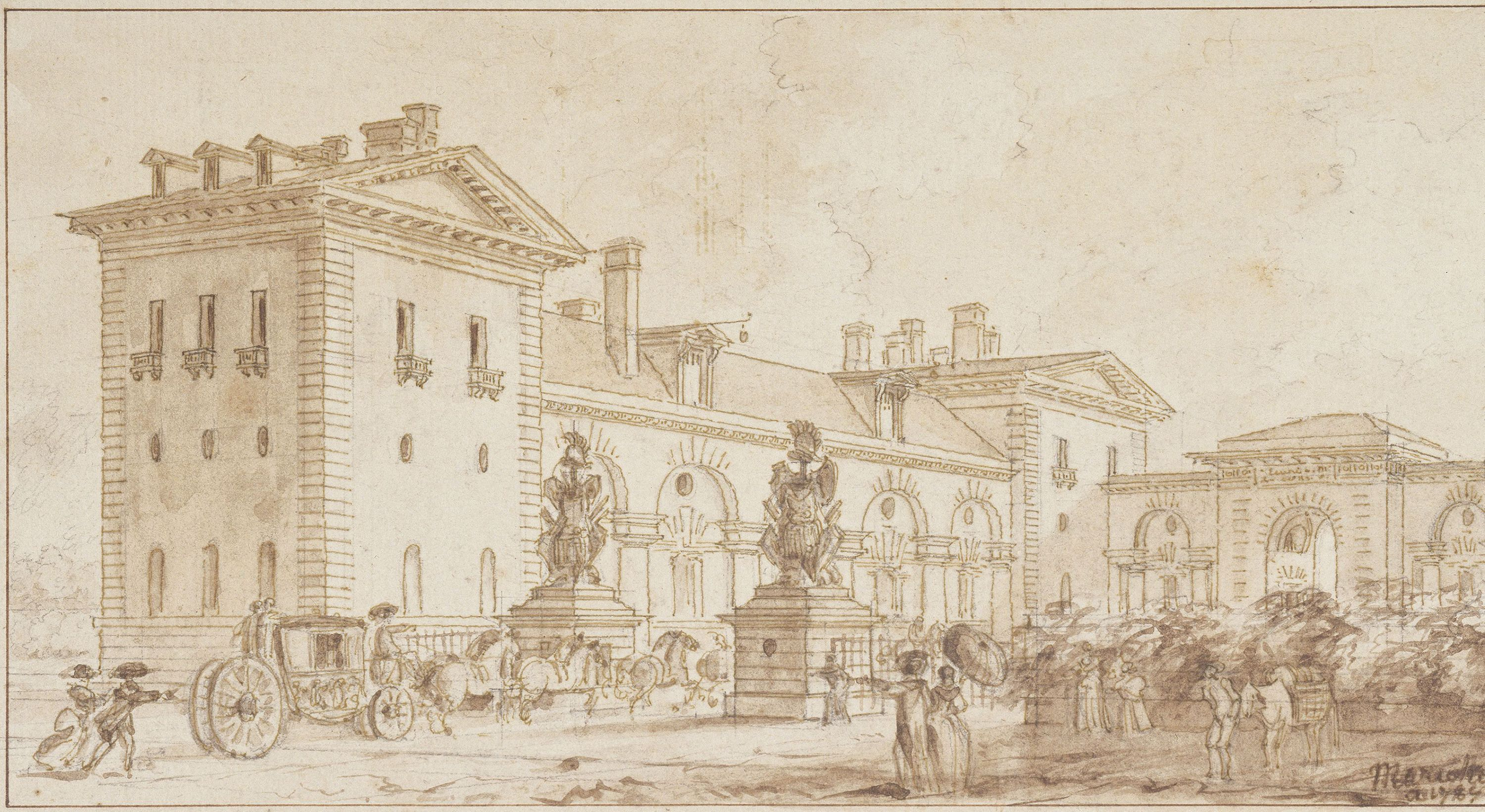
Façade des écuries en 1784.
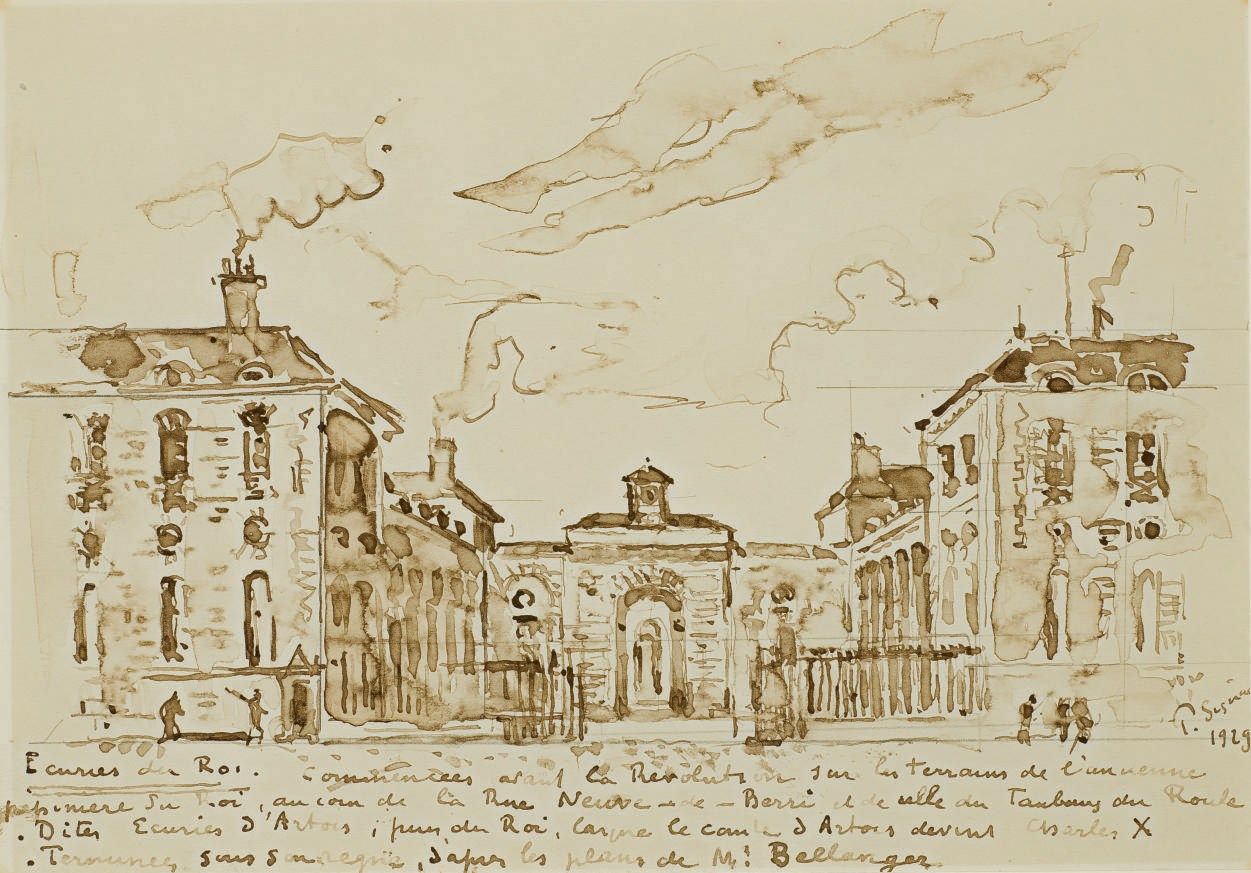
Les écuries dessinées Paul Signac.
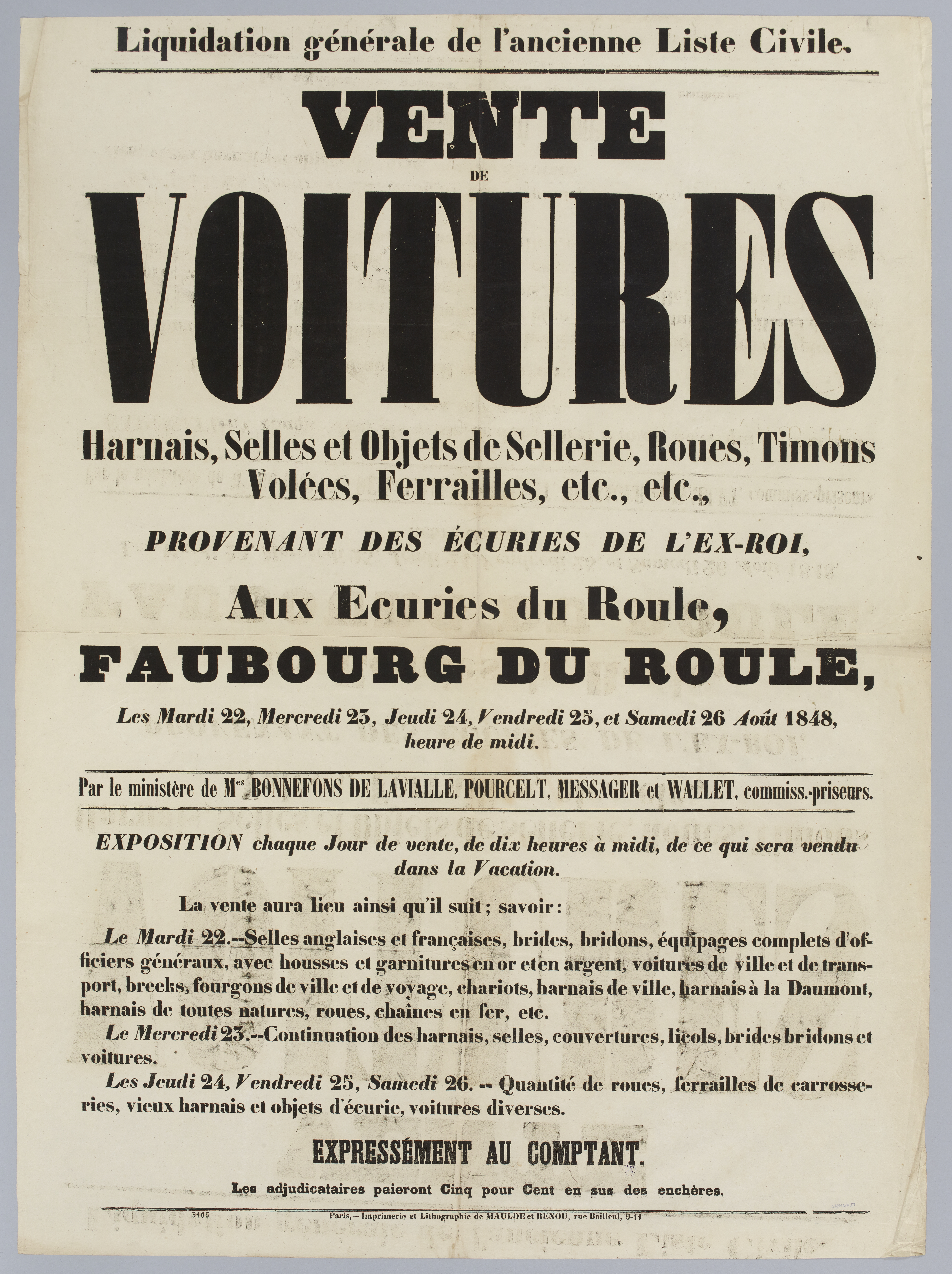
Vente des voitures royales organisée après la révolution de 1848 dans les écuries royales.

Un sénatus-consulte du 9 avril 1860 autorise l'échange avec la Ville de Paris des anciennes écuries contre « un grand terrain contenant en superficie 18 642 m2 environ, situé à Paris quai d'Orsay, avenue du Champ-de-Mars et rue de l'Université, faisant partie de l'ancienne île des Cygnes ». L'acte d'échange est conclu par Achille Fould, ministre de la Maison de l'Empereur, et le baron Haussmann, préfet de la Seine, au nom de la Ville de Paris, le 13 avril 1860 devant le notaire Mocquard. 
Dès le 14 août 1860, ce dernier constate l'adjudication par la Ville de Paris des écuries au profit du marquis de Talhouët-Roy (1819-1884), pour une somme de 1 865 305 francs pour une propriété d'une contenance de 10 347 m2. L'acte de cession indique que : « les bâtiments comprennent deux pavillons à droite et à gauche de la cour d'entrée reliés par un portique au fond, un autre de service de la cour du manège, le manège, les remises et dépendances et un bâtiment central sur la rue des Écuries-d'Artois » ; et précise que : « les façades des divers corps de bâtiments sont pour partie en pierre et pour partie en moellons et pans de bois en passable état. Les planchers bas sont pour partie dallés, pour partie carrelés, et pour partie planchéiés en chêne ou sapin. Le sol des remises est pavé. Les planchers hauts sont plafonnés. Les menuiseries sont en assez bon état. Les planchers et les combles sont en bois de charpente en assez bon état, quelques parties sont voûtées en moellons. Les cours sont en partie pavées. Les couvertures en ardoise, avec reliefs en plomb, sont en assez mauvais état. En général, les bâtiments, bien qu'anciens, sont en assez bon état. » La valeur des « matériaux à provenir de la démolition » est estimée à 81 856 francs.
Toujours le 14 août 1860, le marquis de Talhouët-Roy déclarait devant Me Mocquart que l'ensemble des terrains adjugés devaient être partagés entre quatre bénéficiaires et donnait un plan de lotissement : 
- la première parcelle, d'une façade de 16,50 mètres sur la rue du Faubourg-Saint-Honoré et correspondant au no 133 de cette rue, était destinée au ministre Achille Fould qui la réunit à la propriété voisine sur laquelle il avait fait construire par l'architecte Hector-Martin Lefuel un hôtel particulier qu'il céda en 1871 au duc d'Aumale et qui disparut en 1884 lors du percement de la rue Saint-Philippe-du-Roule ;
- la deuxième parcelle, d'une façade de 30 mètres, faisant suite à la précédente et correspondant au no 135 rue du Faubourg-Saint-Honoré, était destinée à la comtesse de Rigny, belle-mère du marquis de Talhouët-Roy ; celle-ci fit construire l'hôtel particulier qui s'y trouve encore et qui est aujourd'hui la résidence de l'ambassadeur du Canada en France ;
- le marquis se réservait la troisième parcelle, d'une façade de 40 mètres et correspondant au no 137 ;
- la quatrième parcelle, à l'angle de la rue Neuve-de-Berry, était destinée au journaliste Émile de Girardin.

## Sources
- Michel Le Moël, « Écuries du comte d'Artois », in : Rue du Faubourg-Saint-Honoré, coll. Paris et son patrimoine, Paris, Délégation à l'action artistique de la Ville de Paris, 1994, p. 340-342  (ISBN 2-905-118-49-0)